# Robson Severino da Silva
Robson Severino da Silva (Recife, 10 juli 1983) - alias Robson - is een Braziliaanse voetballer.

## Carrière
Robson begon zijn carrière in 2004 bij Itabaiana. Een jaar later tekende hij een contract voor zes maanden bij toenmalig derdeklasser Mogi Mirim. Nadien keerde hij terug naar Itabaiana.
In de zomer van 2006 versierde de Braziliaan een transfer naar de Portugese tweedeklasser Gondomar SC. Hij speelde er een regelmatig seizoen en stapte vervolgens over naar Vitória FC. Op 24-jarige leeftijd maakte hij zijn officieel debuut in de Primeira Liga.
Opnieuw speelde Robson een regelmatig seizoen. In zijn tweede jaar voor Vitória speelde hij ook Europees. De club werd in de eerste ronde van de UEFA Cup uitgeschakeld door Heerenveen. Op 7 juli 2009 tekende de transfervrije verdediger een contract voor drie seizoenen bij CS Marítimo. Ook bij de daar werd hij meteen een vaste waarde. In 2010 werd de club vijfde in de Primeira Liga, waarna het mocht deelnemen aan de Europa League.
In september 2012 tekende Robson, die opnieuw transfervrij was, bij Oud-Heverlee Leuven. De Braziliaan werd vrijwel meteen een titularis bij de Leuvense club. In januari 2013 verlengde hij zijn contract tot 2016.
Na de degradatie van Oud-Heverlee Leuven maakte hij in juni 2014 de overstap naar Waasland-Beveren, waar hij trainer Ronny Van Geneugden terugvond.

## Statistieken
| Seizoen | Club                | Competitie           | Wed. | Goals |
| ------- | ------------------- | -------------------- | ---- | ----- |
| 2004    | Itabaiana           | Campeonato Sergipano |      |       |
| 2005    | Mogi Mirim          | Série C              | 14   | 0     |
| 2006    | Itabaiana           | Campeonato Sergipano | 10   | 0     |
| 2006/07 | Gondomar SC         | Segunda Liga         | 29   | 0     |
| 2007/08 | Vitória FC          | Primeira Liga        | 28   | 1     |
| 2008/09 | Vitória FC          | Primeira Liga        | 29   | 2     |
| 2009/10 | CS Marítimo         | Primeira Liga        | 17   | 0     |
| 2010/11 | CS Marítimo         | Primeira Liga        | 26   | 0     |
| 2011/12 | CS Marítimo         | Primeira Liga        | 19   | 0     |
| 2012/13 | Oud-Heverlee Leuven | Jupiler Pro League   | 28   | 1     |
| 2013/14 | Oud-Heverlee Leuven | Jupiler Pro League   |      |       |
| 2014/15 | Waasland-Beveren    | Jupiler Pro League   | 48   | 3     |
| TOTAAL  | TOTAAL              | TOTAAL               | 219  | 5     |

Bijgewerkt op 29-06-2014
1 Reus ·
4 Bateau ·
5 Luiz ·
6 Dicke ·
7 Kerrigan ·
8 Servais ·
9 Ola-Adebomi ·
10 Limbombe ·
11 Michiwaki ·
13 Khatir ·
15 Wuytens ·
16 Deman ·
18 Dewaele ·
20 Dassy ·
21 Jans ·
23 Fall ·
24 Moustapha ·
30 Corryn ·
32 Filipovic ·
34 Abrahams ·
43 Coopman ·
77 Ertürk ·
78 Van Hecke ·
84 Lusamba ·
92 Mertens ·
Brüls ·
Coach: Reedijk